# 1458
1458 (MCDLVIII) je bilo navadno leto, ki se je po julijanskem koledarju začelo na nedeljo.

## Dogodki
- Matija Korvin postane kralj Ogrske

## Rojstva
Neznan datum
- Elija iz Mediga, italijanski judovski humanist, filozof († 1493)

## Smrti
- 20. januar - Lazar Branković, srbski despot  (* okoli 1421)